# Emesis adelpha
Emesis adelpha is een vlindersoort uit de familie van de prachtvlinders (Riodinidae), onderfamilie Riodininae.
Emesis adelpha werd in 1958 beschreven door Le Cerf.